# Enseignement de la religion catholique en Italie
L'enseignement de la religion catholique en Italie (en italien insegnamento della religione cattolica, abrégé en IRC et communément appelé « cours de religion ») est une institution issue du concordat entre la République italienne et le Saint-Siège.
Ce concordat prévoit que toutes les écoles italiennes réservent des cours hebdomadaires facultatifs (une heure et demie à l'école maternelle, deux heures à l'école primaire et une heure dans l'enseignement secondaire, tant au premier qu'au second degré) à l'enseignement de la religion catholique. Le choix de suivre ou non ces cours est communiqué au début du cycle scolaire et peut être librement modifié lors de l'inscription aux années scolaires suivantes après la première. 
D'après les données recueillies par la CEI (Conférence épiscopale italienne), environ  6,8 millions d'élèves, soit 84,04 % du total, ont choisi de suivre le cours lors de l'année scolaire 2022/23.